# Hirth HM 504
L'Hirth HM 504 era un motore aeronautico quattro cilindri in linea rovesciati, raffreddato ad aria, progettato dalla tedesca Hirth Motoren GmbH ed installato su molti velivoli leggeri e da addestramento nel periodo tra gli anni trenta e quaranta. L'HM 504 era caratterizzato dal peso contenuto grazie anche al basamento realizzato in lega di magnesio.
L'HM 504 fu prodotto anche su licenza in Giappone con la denominazione di Hitachi Hatsukaze Model 11 ed in Cecoslovacchia con la denominazione di Tatra T-100.

## Velivoli utilizzatori
Germania
- Bücker Bü 131
- Bücker Bü 181
- Klemm Kl 35

 Polonia
- BŻ-1 GIL (elicottero sperimentale)

 Ungheria
- Repulogpegyar Levente II